# Sunniva uniformis
Sunniva uniformis är en kräftdjursart som beskrevs av Barnard 1936B. Sunniva uniformis ingår i släktet Sunniva och familjen Scleropactidae. Inga underarter finns listade i Catalogue of Life.